# Chinesische Hockeynationalmannschaft der Herren
Die chinesische Hockeynationalmannschaft der Herren repräsentiert die Volksrepublik China bei internationalen Turnieren im Herren-Hockey.
China konnte sich bisher noch nie für die weltweiten Großturniere Champions Trophy oder Hockey-Weltmeisterschaft qualifizieren. Lediglich an den Olympischen Sommerspielen 2008 nahm die Mannschaft als Vertreter der Gastgeber-Nation teil und belegte den 11. Platz. Allerdings konnte sich China für die Champions Challenge, der Meisterschaft der Nationalmannschaften auf den Plätzen 9. bis 16. der Hockey-Weltrangliste der Herren, im Jahr 2009 qualifizieren und erreichte dort einen 6. Rang.
Beim Hockey Asia Cup gewann die Mannschaft zweimal die Bronze-Medaille (1982 und 2009).
Aktuell rangiert China auf Platz 19 der Welt- und Platz 6 der Asienrangliste.

## Erfolge

### Olympische Spiele
- 2008 – 11. Platz

### Feldhockey-Weltmeisterschaft
- 2018 – 10. Platz

### Champions Trophy
bisher keine Teilnahme

### Champions Challenge
- 2009 - 6. Platz